# Бакшты (Ивьевский район)
Бакшты (бел. Ба́кшты) — деревня в Ивьевском районе Гродненской области Белоруссии, административный центр Бакштовского сельсовета.

## История
В письменных источниках упоминается в хрониках крестоносцев XIV века. В 1387 году великий князь Великого княжества Литовского Ягайло передал Бакшты Виленскому епископству. При великом князе Литовском и короле Польши Казимире IV Ягелончике (1440—1492) принадлежали Кежгайлам.
В 1627 году крестьяне жаловались на местного ксендза Кевля, который их обижал, вводил тяжелые чинши и другие налоги.
В 1845 году основано народное училище (в 1861 году 2 преподавателя, 64 ученика, библиотека). В 1861 году в селе 325 ревизских душ, государственная собственность. В 1866 году — 83 двора, 918 жителей, 2 церкви, синагога, школа, богадельня, постоялый двор, 2 корчмы. В XIX — начале XX веков — центр волости Ошмянского уезда Виленской губернии. Согласно переписи 1897 года в селе 1403 жителя, церковь, молитвенный дом, народное училище, 3 хлебозапасных магазина, 6 магазинов, 5 питейных домов. В 1909 году — 102 двора, 1428 жителей, 915 десятин земли.
В Первую мировую войну с 1915 года Бакшты оккупированы германскими войсками. Деревня была сожжена.
В 1921—1939 голах — центр сельской гмины Воложинского повета Новогрудского воеводства Польши. В 1921 г. в деревне Бакшты 110 дворов, 497 жителей, в застенке Бакшты 9 дворов, 39 жителей. Действовала подпольная ячейка КПЗБ. С 12.10.1940 г. местечко (92 двора, 414 жителей) центр Бакштовского сельсовета Юратишковского района Вилейской области (с 20.09.1944 г. переименована в Молодечненскую область). Работали 7-летняя школа, изба-читальня, почтовое отделение, фельдшерско-акушерский пункт, маслозавод. В состав сельсовета в это время входили 23 населенных пункта (3 374 жителя).
Во время Великой Отечественной войны в конце июня 1941 года деревня оккупирована немецко-фашистскими захватчиками. Позже деревня Бакшты — крупный центр партизанского движения, где базировался Лидский межрайонный подпольный партцентр КП(б)Б.
В 1950 г. 382 двора, 1257 жителей. Работают лесопункт по заготовке древесины, средняя школа, клуб, библиотека, аптека, комбинат бытового обслуживания, отделение связи, магазины.
С 20 января 1960 года в составе Ивьевского района.
С 1986 года деревня находится в зоне радиоактивного контроля.
В 1999 году 348 дворов, 827 жителей.

## Культура
- Памятник на братской могиле в д. Бакшты Дом культуры

## Достопримечательности
- Братская могила советских воинов и партизан, 1941–1944 гг. — воинское захоронение № 2480: 24 военнослужащих и 104 участника сопротивления, известны все. среди похороненных — воины 24-й Железной Самаро-Ульяновской стрелковой дивизии, а также, партизаны бригады « Неуловимые» и особого отряда «Славный». Памятник установлен в 1964 году. В 2007 г. постановлением Совета Министров Республики Беларусь от 14.05.2007 № 578 «Аб статусе гісторыка-культурных каштоўнасцей» придан статус историко-культурной ценности —  Историко-культурная ценность Республики Беларусь, шифр 413Д000290.
- Стоянка периода мезолита – неолита (7–3-е тыс. до н.э.), 4 км на север от деревни —  Историко-культурная ценность Республики Беларусь, шифр 413В000289
- Памятник в честь Лидского межрайонного подпольного партцентра КП(б)б партизанских бригад.
- Немецкие оборонительные сооружения (1915–1918)
- Православная церковь Св. Пантелеймона (1995)